# Горная классификация Джиро д'Италия Донне
Горная классификация Джиро д’Италия Донне (итал. classifica montagna) — одна из вторичных классификаций женской итальянской многодневной шоссейной велогонки. Разыгрывается с 1988 года. Победитель определяется по сумме очков, набранных на горных финишах. Лидер классификации носит зелёную майку.

## История

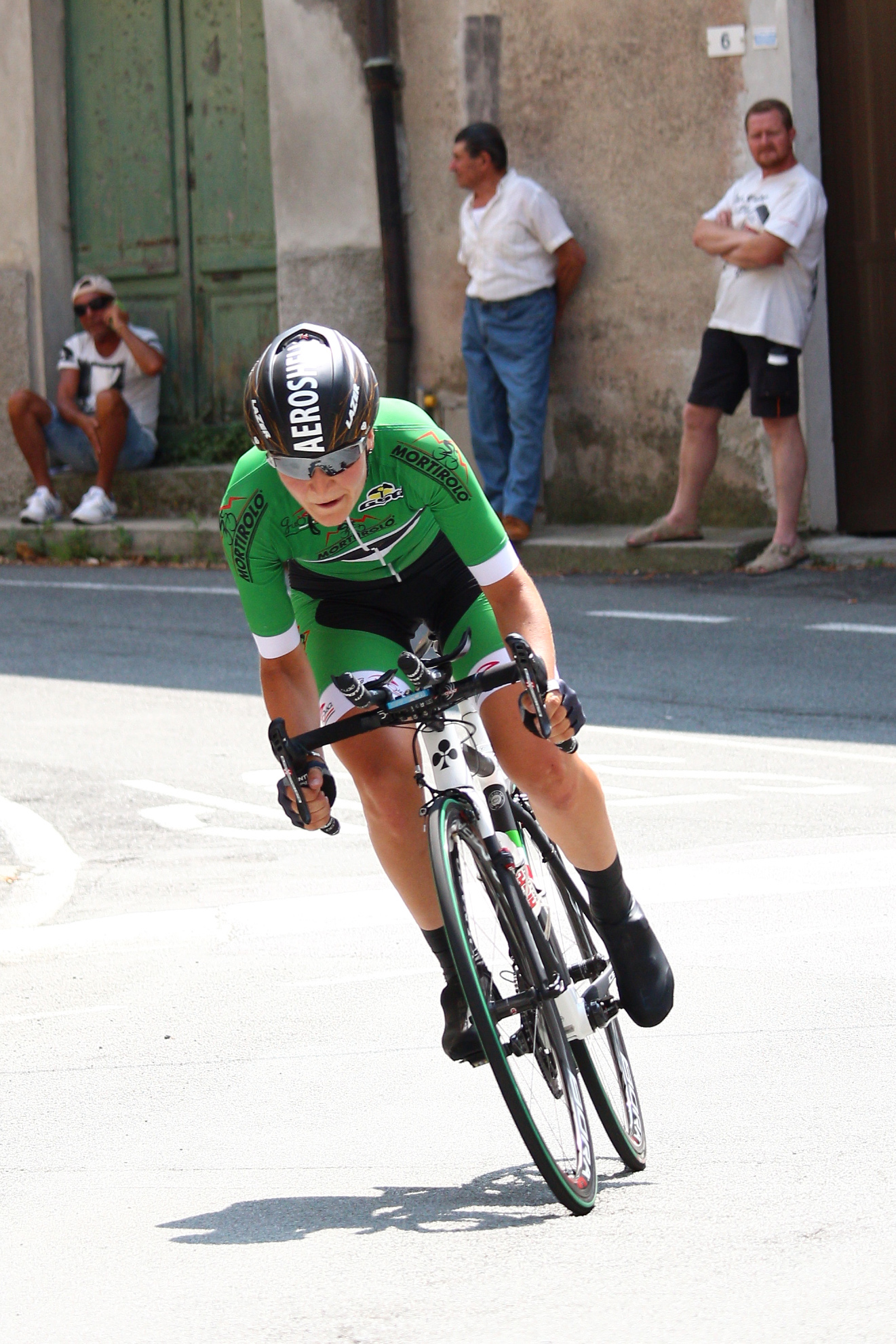
Элиза Лонго Боргини в зеленой майке во время Джиро Роза 2016

Классификация была учреждена в 1988 году, в год проведения первой женской Джиро д'Италия, и с тех пор определятся ежегодно. Первой победительницей стала итальянка Мариа Канинс. Рекорд принадлежит итальянка Фабиане Луперини, победившей пять раз, их них четыре раза подряд.
В момент создания лидер классификации получил как и на мужской Джиро д'Италия зелёную майку. Не смотря на смену у мужчин в 2012 году майки на синюю сохранила свой цвет.
Хронология маек:
- с 19880000  зелёная

## Регламент
Место в горной классификации рассчитывается путём суммирования очков, набранных на горных финишах. Если у двух или более велогонщиков одинаковое количество очков, место в классификации определяется по наибольшему числу первых мест на горах 1-й категории. В случае равенства этого значения происходит последовательное сравнение первых мест на горах 2-й, 3-й и 4-й категорий за которыми следует более высокое место в генеральной классификации. Сошедшие с гонки спортсмены исключаются из зачёта. В конце гонки велогонщик, возглавляющий горную классификацию, объявляется её победителем.
Очки во время гонки начисляются первым гонщикам, пересекающим линию горного финиша. Все горные подъёмы разделены на несколько категорий в зависимости от их сложности, протяжённости, градиента, места расположения (ближе к началу или концу) как на этапе так и в самой гонке, и имеют разное количество как начисляемых очков, так и премируемых мест. Менее сложные подъёмы получают «4-ю категорию» сложности, а самые сложные «1-ю категорию».

### Начисление очков

#### 2004 год
| Место            | 1  | 2  | 3 | 4 | 5 |
| ---------------- | -- | -- | - | - | - |
| Первая категория | 12 | 10 | 8 | 6 | 4 |
| Вторая категория | 9  | 7  | 5 | 3 | 1 |
| Третья категория | 5  | 4  | 3 | 2 | 1 |

#### 2023 год
| Место               | 1  | 2  | 3 | 4 | 5 |
| ------------------- | -- | -- | - | - | - |
| Первая категория    | 13 | 10 | 9 | 7 | 5 |
| Вторая категория    | 8  | 7  | 5 | 4 | 2 |
| Третья категория    | 6  | 5  | 4 | 3 | 1 |
| Четвёртая категория | 5  | 4  | 3 | 2 | 1 |

## Победители
| Год  | Mountains             |
| ---- | --------------------- |
| 1988 | Мариа Канинс          |
| 1989 | Роберта Бонаноми      |
| 1990 | Катрин Марсаль        |
| 1993 | Ленка Илавска         |
| 1994 | Сигрид Корнео         |
| 1995 | Фабиана Луперини      |
| 1996 | Фабиана Луперини      |
| 1997 | Фабиана Луперини      |
| 1998 | Фабиана Луперини      |
| 1999 | Даниела Веронези      |
| 2000 | Эдита Пучинскайте     |
| 2001 | Мари Холден           |
| 2002 | Зинаида Стагурская    |
| 2003 | Йоланта Поликевичюте  |
| 2004 | Светлана Бубненкова   |
| 2005 | Светлана Бубненкова   |
| 2006 | Эдита Пучинскайте     |
| 2007 | Светлана Бубненкова   |
| 2008 | Фабиана Луперини      |
| 2009 | Мара Эбботт           |
| 2010 | Эмма Пули             |
| 2011 | Марианна Вос          |
| 2012 | Эмма Пули             |
| 2013 | Мара Эбботт           |
| 2014 | Эмма Пули             |
| 2015 | Флавия Оливейра       |
| 2016 | Элиза Лонго Боргини   |
| 2017 | Аннемик ван Влётен    |
| 2018 | Аманда Спратт         |
| 2019 | Аннемик ван Влётен    |
| 2020 | Сесилие Уттруп Лудвиг |
| 2021 | Люсинда Бранд         |
| 2022 | Кристен Фолкнер       |
| 2023 | Аннемик ван Влётен    |
| 2024 | Жюстин Гекиер         |
| 2025 | Сара Джиганте         |